# Wielki Grojec
Wielki Grojec lub Grojec (612 m n.p.m.) – wzgórze na Kotlinie Żywieckiej.
Wielki Grojec jest najwyższym wzniesieniem w paśmie Grojca. Pozostałe to Średni Grojec i Mały Grojec. Wielki Grojec znajduje się po wschodniej stronie rzeki Soła, w większości w granicach miasta Żywiec, ale część południowego stoku należy do wsi Radziechowy. Zachodni stok Grojca opada do potoku Foszczynka Duża, południowy do potoku Foszczynka Mała, we wschodni wcina się dopływ potoku Sporyszek, w północnym kierunku opada grzbiet łączący go z Grojcem Średnim.
Na Wielkim Grojcu prowadzone były prace archeologiczne, podczas których stwierdzono istnienie wcześniej drewnianego zamku na wzgórzu Grojec wybudowany przez Skrzyńskich. Stał się on siedliskiem rycerzy-rabusiów i około 1460 został zniszczony przez karną ekspedycję wysłaną przez króla Kazimierza Jagiellończyka. Obecnie nie ma po nim śladu. Na szczycie tym później stała szubienica, na której m.in. powieszono zbójnika Marcina Portasza. Szczyt jest zarośnięty, można jednak znaleźć miejsce widokowe z szeroką panoramą widokową na Beskid Żywiecki. Na szczycie Wielkiego Grojca znajduje się obecnie telewizyjna stacja przekaźnikowa z dwudziestosześciometrowym masztem, a na południowych stokach Jaskinia w Grojcu. W 2002 obserwowano na łące liczące około 200 kwitnących osobników stanowisko bardzo rzadkiej w Polsce i chronionej prawnie rośliny pasożytniczej – zarazy drobnokwiatowej. Na stokach Grojca rosną także rzadkie w Polsce gatunki: tojad lisi i zawilec wielkokwiatowy.

## Szlaki turystyczne
Przez wszystkie szczyty Grojca przebiega szlak turystyczny oraz ścieżka edukacyjna, prowadząca przez najbardziej interesujące fragmenty wzgórza:
 – żółty: centrum Żywca – Mały Grojec – Średni Grojec – Grojec – Żywiec-Zabłocie (koło browaru).